# McCoy (contea di Atascosa)
McCoy è una comunità non incorporata degli Stati Uniti d'America, situata nella contea di Atascosa dello Stato del Texas. Secondo il censimento effettuato nel 2000 abitavano nella comunità 30 persone.

## Geografia
McCoy è situata a 28°51′38″N 98°20′52″W. È attraversata dalla Farm Road 541 e dalla linea Missouri Pacific. È situata 8 miglia a nord di Campbellton e 18 miglia a sud-est di Pleasanton.